# Westernielandstermaar

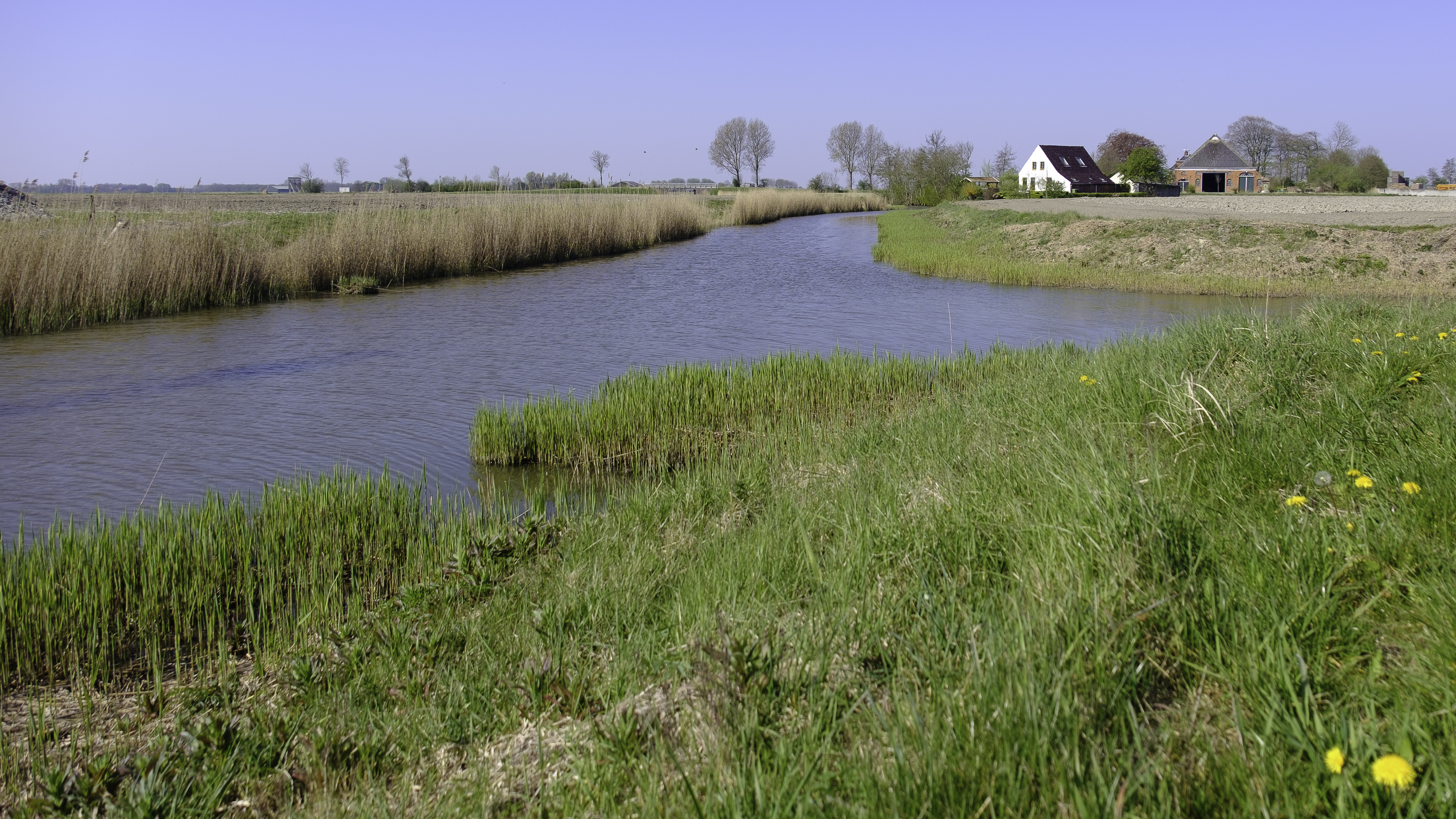
Samenloop tussen de Westernielandstermaar (linksonder) en de Pieterbuurstermaar (linksboven en rechtsboven)

Het Westernielandstermaar of kortweg Nielandstermaar is een maar in het noorden van de landstreek Hogeland in de Nederlandse provincie Groningen. Het maar start vanuit de Pieterbuurstermaar bij de boerderij Fraelemaheerd en stroomt van daaruit in oostnoordoostelijke richting langs de boerderijen Huninga en Zijlbrugge naar de vroegere locatie van de Hiddingezijl bij Westernieland, alwaar tot de jaren 1980 een kolk was gelegen. Voorbij deze plek gaat het Westernielandstermaar over in de Oude Riet, die in de Noordpolder overgaat in het Noordpolderkanaal. In de loop der tijd is het maar op veel plekken gekanaliseerd voor de beurtvaart.
Via de Pieterbuurstermaar, de Hoornse Vaart en de Kromme Raken is het Westernielandstermaar verbonden met het Reitdiep. Gedacht wordt dat het Westernielandstermaar een restant is van de oude loop van de Hunze omdat het laatste stuk bedijking in Hunsingo hier plaatsvond in 1350.